# 磨石站
磨石站（：／ Maseok yeok */?）是首都圈電鐵京春線沿線的一座高架車站，位於韓國京畿道南楊州市和道邑。本站有ITX-青春列車停靠。

## 車站構造
站體為2面4線雙島式月台的高架車站，候車月台設有月台幕門。

### 月台配置
| ↑ 天摩山        |
| ４３ \| ２１ \| |
| 大成里 ↓        |

| 月台 | 路線                        | 目的地                 |
| ---- | --------------------------- | ---------------------- |
| 1、2 | ●首都圈電鐵京春線、ITX-青春 | 大成里、加平、春川方向 |
| 3、4 | ●首都圈電鐵京春線、ITX-青春 | 上鳳、清涼里、龍山方向 |

## 歷史
- 1939年7月20日：以普通站開始營業。
- 1950年6月30日：車站建築毀於韓戰。
- 1958年12月30日：重建工程竣工。
- 1976年7月10日：停止貨物運輸。
- 1988年1月1日：停止處理小件貨物。
- 2008年12月2日：遷移至新站。
- 2010年12月21日：京春線電氣化工程完工，首都圈電鐵京春線開始運行。
- 2012年2月28日：ITX-青春列車開始運行，同時急行列車停止服務。
- 2017年1月31日：急行列車於平日復駛。

## 車站周邊
- 天摩山（朝鲜语：천마산 (남양주)）
- 祝靈山（朝鲜语：축령산 (경기)）
- 南楊州東部希望關愛中心
- 心石初等學校
- 心石高校
- 磨石郵局
- 乐天玛特磨石店

## 圖片

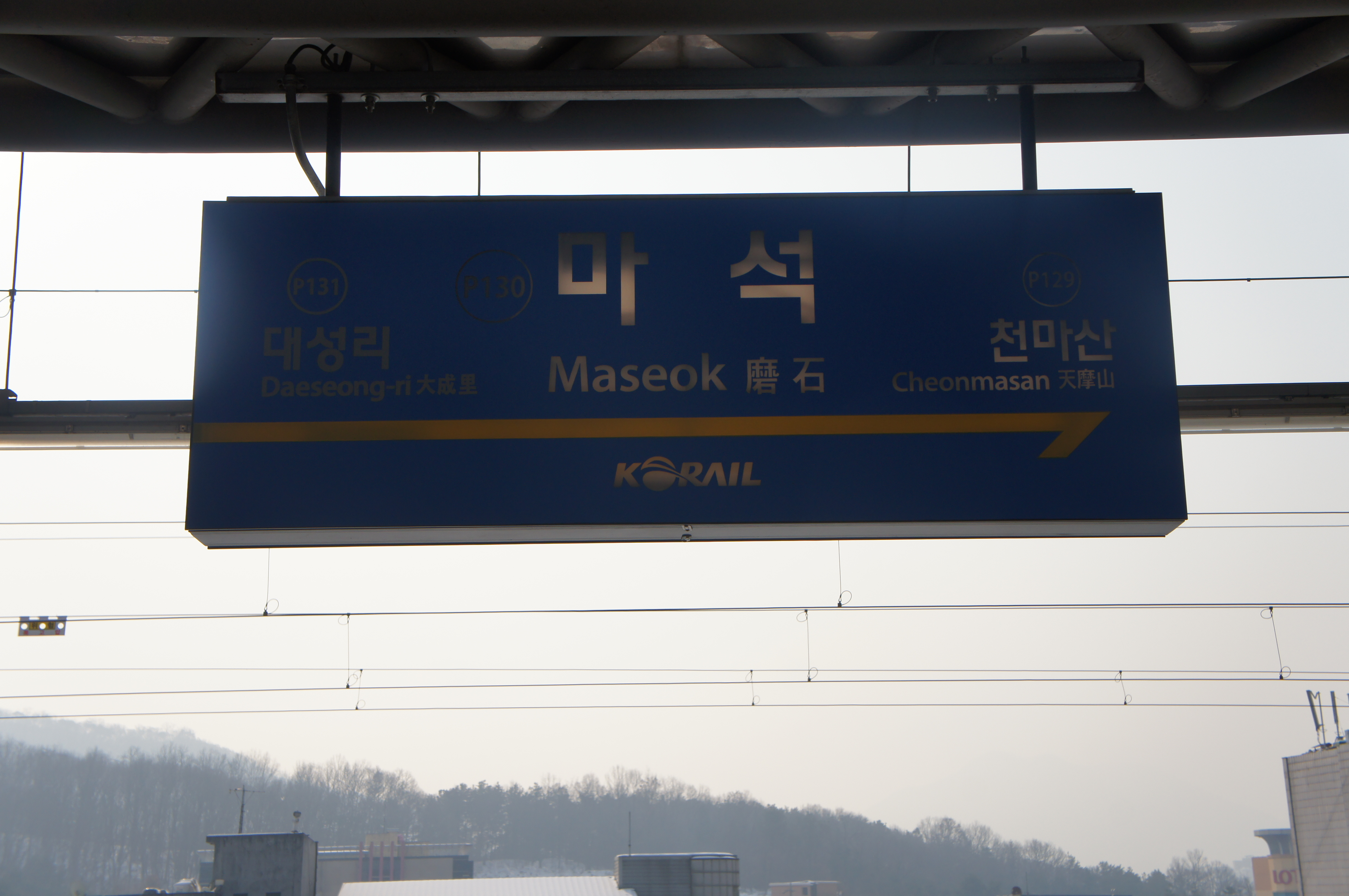
站名牌
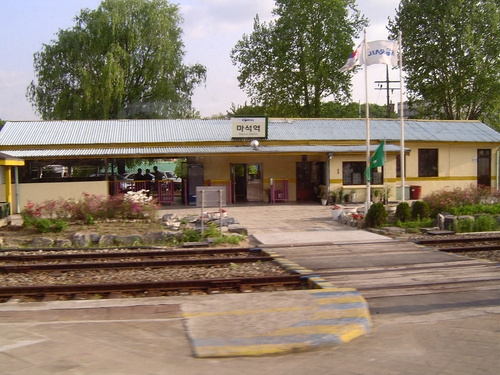
舊站建築

## 相鄰車站
韓國鐵道公社
●首都圈電鐵京春線
急行、ITX-青春
坪內好坪（P128）－磨石（P130）－清平（P132）
緩行
天摩山（P129）－磨石（P130）－大成里（P131）